# Joe Vogler
Joseph E. „Joe” Vogler (ur. 24 kwietnia 1913, zm. 31 maja 1993) – amerykański polityk, założyciel i prezes Partii Niepodległości Alaski.

## Życiorys
Urodził się w Barnes w Kansas. Studiował na University of Kansas, gdzie w wieku 21 otrzymał dyplom z prawa. Następnie został przyjęty na Kansas State Bar. Na Alaskę przybył w 1942 roku, jako inżynier mający pracować na wojskowym lotnisku Ladd Army Airfield w Fairbanls. Służbę skończył w 1951, by następnie rozpocząć pracę w górnictwie, którym już się parał do końca życia.

## Kariera polityczna
Swoją karierę polityczną rozpoczął we wczesnych latach 70, kiedy to założył nieformalną jeszcze Partię Niepodległości Alaski – władze stanu oficjalnie zarejestrowały ją dopiero w 1984. Bez powodzenia startował na gubernatora stanu Alaska w 1974, 1982 oraz w 1986. Był także kandydatem na wicegubernatora w wyborach, w 1978. Podczas wyborów 1982 wyraźnie sprzeciwił się rządowej władzy, skrytykował ją słowami: „rząd nie jest dawcą praw. Jedynie Bóg nadaje je ludziom. To ludzie tworzą rząd dając mu pewne prawa i ograniczoną potęgę. Jedynie odwieczna czujność ludzi ogranicza rząd do jego właściwej roli”.
Został zamordowany przez Manfrieda Westa, który to chciał go okraść z ładunków wybuchowych, z jakich Volger korzystał przy pracach kopalnianych.